# Distretto di Nikopol'
Il distretto di Nikopol' (in ucraino Нікопольський район?) è un distretto nell'oblast' di Dnipropetrovs'k in Ucraina. Il suo centro amministrativo è la città di Nikopol'. Ha una popolazione di 250 746 abitanti.

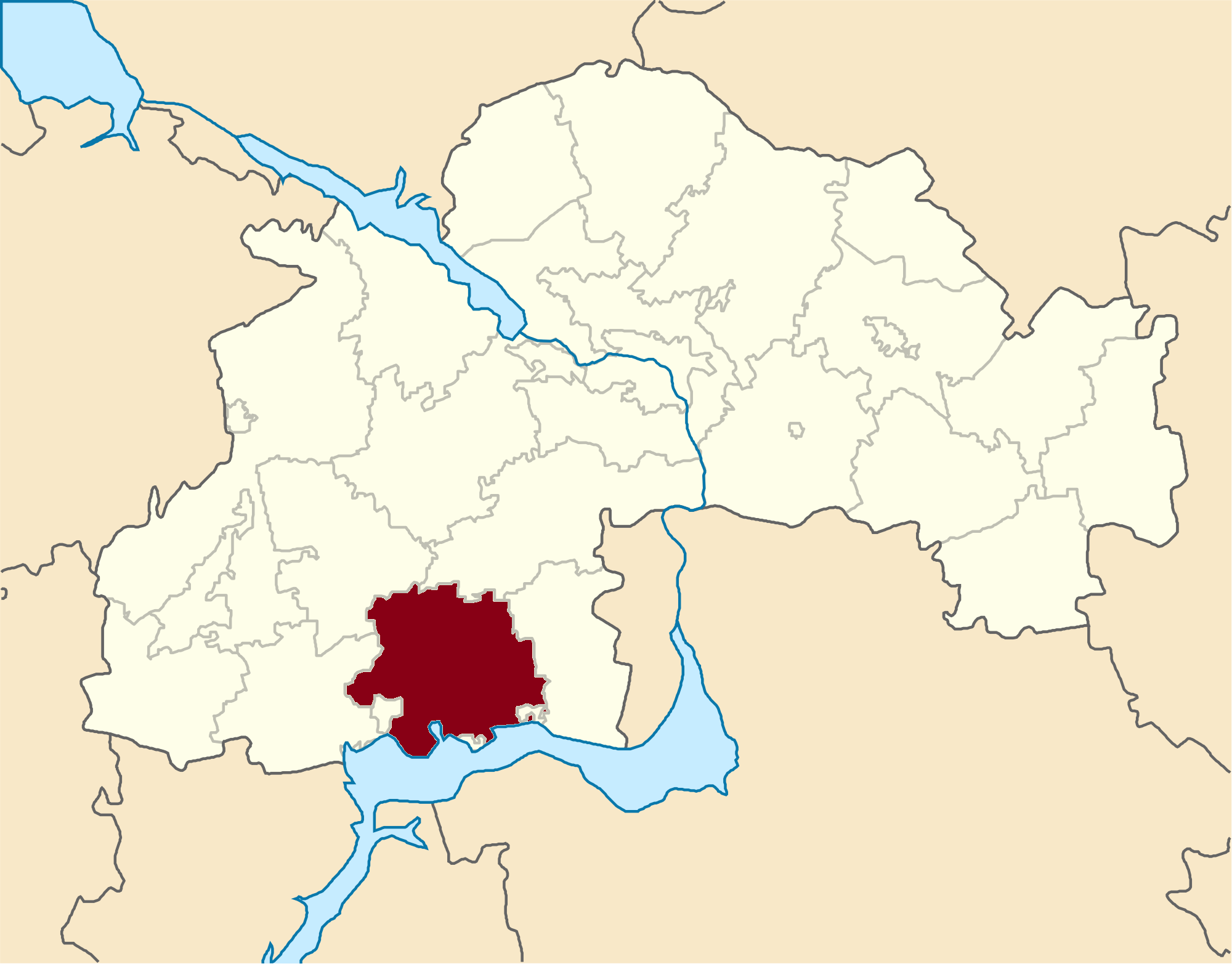
Territorio del distretto prima della riforma amministrativa del 2020

Il 18 luglio 2020, come parte della riforma amministrativa dell'Ucraina, il numero di distretti dell'oblast di Dnipropetrovs'k è stato ridotto a sette e l'area del distretto di Nikopol' è stata notevolmente ampliata.